# Lindholm (Sydfynske Øhav)
 For alternative betydninger, se Lindholm. (Se også artikler, som begynder med Lindholm)
Lindholm er en holm på 0,2 ha. og med en kystlængde 0,3 km. der ligger mellem Storeholm og Langholmshoved øst for Marstal, Ærø. Den oversvømmes jævnligt og er bevokset med græs strandmalurt og marehalm. Der er en mindre stormmågekoloni og enkelte knopsvaner og strandskader yngler af og til på øen.
I hver sin ende af øen er der af beton bygget skydeskjul for jægere.
Naturforeningerne mener at Lindholm bør ses i sammenhæng med resten af øerne i området og bør derfor også være øreservat med adgangsforbud i yngletiden.
Det er sandsynligvis Ærø Kommune der ejer den lille holm. Der er fri adgang, men kystområderne omkring øen er meget lavvandet.
Der er muligt at vade gennem vandet fra halvøen Ristinge Hale, Langeland over til Storeholm og videre til holmene Lindholm, Langholmshoved og Langholm. Kun de få hundrede meter fra Marstal Havn, hvor en gravet strømrende umuliggør vadning.